# 馬蹄形軌道

太陽-地球を基準にした回転座標系から見た地球近傍小惑星の複雑な馬蹄形軌道。垂直方向のループ運動は地球の軌道面に対する小天体の軌道面の傾きが原因であり、軌道面が同一であれば発生しない。
太陽·
地球·
2010 SO_{16}

馬蹄形軌道（ばていけいきどう、horseshoe orbit）は、大きい天体（例えば地球など）に近い軌道を公転する小さい天体がとる共軌道運動の1種である。小さい方の天体の軌道周期は大きい天体の軌道周期とほぼ同じであり、大きい天体の回転座標系から見ると小さい天体の経路は馬蹄のような形状をとることからこのように呼ばれている。なお、馬蹄型軌道や馬蹄軌道と表記される場合もある。軌道力学の観点から見ると、この状態は 1:1 の平均運動共鳴を起こしている状態の1種である。
地球に近い軌道を公転する小惑星の運動を太陽-地球を基準とした回転座標系から見た場合、小惑星は右のアニメーションのような軌道をとる。小惑星に軌道傾斜角があるため、小惑星は地球から見て上下方向にループした運動をする。このループの軌跡は閉じておらず、時間の経過に伴ってわずかに前方か後方に動くため、長い時間をかけて大きい天体の軌道に沿って滑らかに動いているように見える。小天体がこの軌道の両端で大きい天体に接近すると、その見かけの移動の方向は逆向きに変化する。その結果として、小天体のループの中心は大きい天体を「角」の間に置いた馬蹄のような軌跡を描くことになる。
地球に対して馬蹄形軌道を取る小惑星には、YORP や 2002 AA29、2010 SO16、2015 SO2、そしておそらくは 2001 GO2 がある。広い定義では、クルースンや (85770) 1998 UP1、2003 YN107 も複合的もしくは遷移軌道にあると言える。2016年の時点では、地球を馬蹄形軌道で秤動する天体は12個発見されている。
土星の衛星であるエピメテウスとヤヌスは互いに対する馬蹄形軌道で公転している。この2つの天体の場合はループ運動は起こさず、それぞれが互いに対する完全な馬蹄形軌道をなぞるように運動する。

## 解説

### 背景知識
以下の説明は、太陽の周りを周回し、かつ地球に影響を受けて地球に対する馬蹄形軌道を取る小惑星を例に挙げたものである。
小惑星は地球とほぼ同じ軌道にあり、太陽をほぼ1年かけて公転しているものとする。
馬蹄形軌道の力学を理解する上で、軌道力学における以下の2つの法則を把握しておく必要がある。
1. 太陽に近い天体は遠方を公転する天体よりも軌道を1周するのに必要な時間が短い。
2. 天体が軌道に沿った方向に加速された場合、その天体の軌道は太陽から遠ざかる。逆に減速された場合は、軌道半径は小さくなる。

馬蹄形軌道は、地球の重力的な影響によって小惑星の楕円軌道の形状が変化させられることによって生まれる現象である。軌道の変化は非常に小さいものであるが、地球に対する小惑星の運動という観点では非常に大きな変化をもたらす。
馬蹄形軌道は、小惑星の運動を太陽と地球に対する相対的な動きとして描写した場合（太陽と地球を基準とした回転座標系）にのみ現れるものである。小惑星は常に太陽の周りを同じ公転方向に運動している。しかし小惑星は地球に追いついて接近した後に後退するというサイクルを経るため、太陽と地球を基準とした回転座標系の上ではその小惑星は馬蹄形の輪郭をなぞるような形を描くことになる。

### 軌道の段階

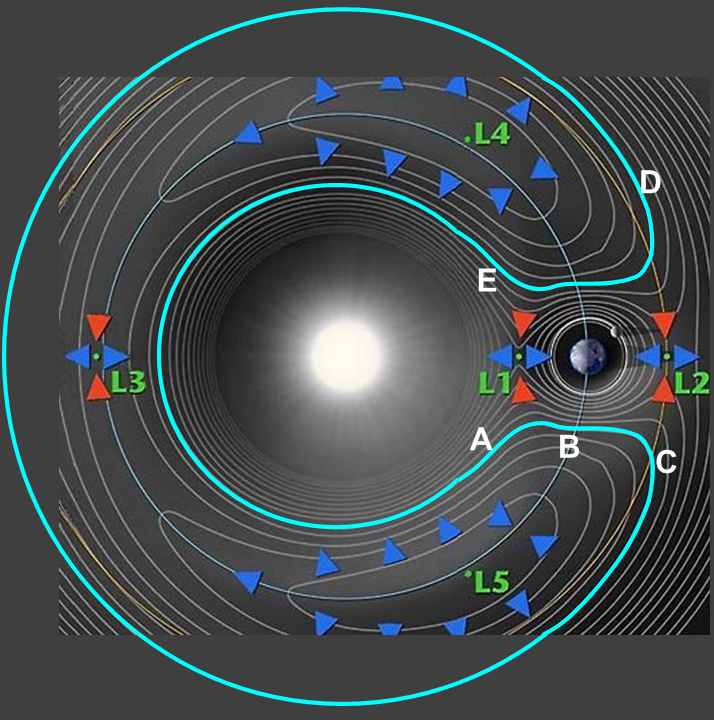
図1． 図は重力場の等高線に沿った可能な軌道を示している。この図中で、地球（および図の全体）は太陽の周りを反時計回りに回転している。

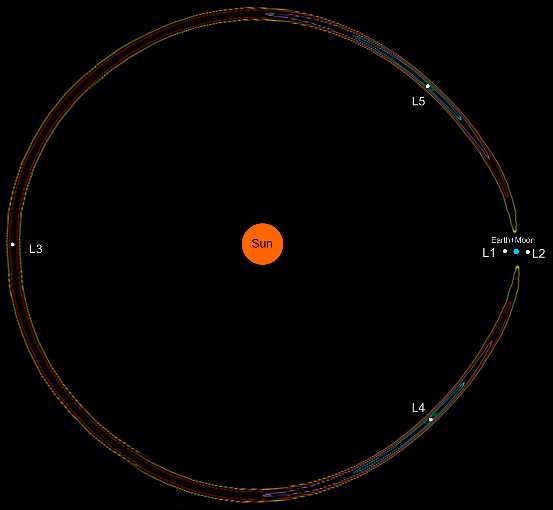
図2． 細い馬蹄形軌道。

図1において、地球とラグランジュ点 L5 の間の内側である点Aをスタート地点とする。この場所は地球より内側であるため、小惑星の軌道速度は地球よりも速く、地球を追い抜こうとする（図中では、太陽と地球の間を通過しようとする）。しかし地球の引力によって公転方向に沿って前向きに加速されるため、小惑星の軌道は大きくなり、角速度は低下する（ケプラーの第三法則参照）。小惑星は前方に「加速」されているものの、それによって軌道が大きくなるため、角速度や軌道速度は減速する。
小天体が点Bにある時、軌道半径が地球と一致し地球と同じ軌道速度になる。地球の重力はなお小惑星を前方に加速し続けるため、小惑星の軌道はさらに大きくなる。点Cでは、小惑星の軌道半径は最大、軌道速度は最小という状態に到達し、公転の角速度や軌道速度が地球よりも遅いため地球から引き離され始める。その後は長い期間にわたって、地球を基準に考えると小惑星が「後退」していくように見える時期が続く。この時、小惑星が太陽を公転する周期は地球の公転周期である1年よりもわずかに長くなっている。充分に時間が経つと、小惑星は地球から見て太陽の反対側を通過する。
その後小惑星は点D周辺に到達する。そうすると今度は地球の重力は小惑星の公転方向とは逆向きの、小惑星を減速させようとする方向に働くことになる。そのため小惑星の軌道は内側へと落下し、それによって小惑星の公転角速度や軌道速度は上昇することになる。ここでも、小惑星は後方に「減速」されているものの、軌道が小さくなった結果として速度は大きくなる。この過程は小惑星が点E周辺に到達するまで継続し、小惑星は地球よりも内側の軌道で地球よりも速く公転することになる。そのため今度は小惑星は地球を引き離すように前方へ遠ざかっていくことになる。再び長い期間が経過した後、小惑星は点Aに戻り、馬蹄形軌道の1回のサイクルが終わって次のサイクルが始まる。
より長い期間では、小惑星は馬蹄形軌道と準衛星軌道を遷移する場合がある。準衛星は惑星に重力的に束縛されてはいないものの、惑星と同じ軌道周期で太陽の周りを公転し、惑星から見ると逆行軌道で公転しているように見える天体のことである。2016年までに、地球に対する馬蹄形軌道にある4つの天体と5つの準衛星はいずれも馬蹄形軌道と準衛星軌道を繰り返し行き来していることが、軌道計算から明らかになっている。

### エネルギー保存の観点から
エネルギー保存の法則の観点から、物理的には等価であるが異なる見方でこの現象を解釈することもできる。これは、時間に依存しないポテンシャル場を運動する物体の総エネルギーは保存されるという古典力学の理論である。ここで保存されるのは E = T + V で、E は総エネルギー、T は運動エネルギー（常に正の値）、V はポテンシャルエネルギーで負の値を取る。質量 M の天体からの距離 R ではポテンシャルエネルギーは V = -GM/R であり、固定された座標系から見ると、天体の背後の領域では V は増加し、前方では減少する。しかし総エネルギーが低い軌道は周期が短いため、惑星の前方をゆっくりと移動する天体はエネルギーを失ってより短い周期の軌道に落下し、そのため惑星からゆっくりと前方へ遠ざかる、あるいは惑星から「はじかれる」ような動きを見せる。惑星の後方をゆっくり動く天体はエネルギーを獲得し、軌道が大きくなり速度は遅くなるため、惑星から後方へ遠ざかり、同様に弾かれるような動きをとる。そのため小天体は惑星の前方と後方を移動し、この軌道を重力的に支配している惑星に接近しすぎることはない。

## 馬蹄形軌道にある天体の例

### 地球近傍小惑星
上記の通り、地球と似た軌道で太陽の周りを公転し、地球に対して馬蹄形軌道をとる小惑星は複数発見されている。これらは地球軌道の付近を公転することから、地球近傍小惑星としても分類される。これらの天体は、地球と 1:1 の平均運動共鳴を起こしている状態にある。以下は、2016年の段階で地球に対する馬蹄形軌道を取ることが分かっている12個の小惑星である。
- クルースン
- (85770) 1998 UP1（英語版）
- YORP
- 2001 GO2（英語版）
- 2002 AA29
- 2003 YN107
- 2010 SO16
- 2013 BS45（英語版）
- 2015 SO2（英語版）
- 2016 XX169（英語版）
- 2015 YA（英語版）
- 2015 YQ1（英語版）

地球と軌道をほぼ共有している小惑星の特徴として、木星の場合はトロヤ群天体が大多数であるのとは対照的に、地球の場合はトロヤ群や準惑星軌道よりも馬蹄形軌道を取る小惑星が多数であるという点が挙げられる。地球に対して安定な馬蹄形軌道を取る小惑星の存在は、1973年に理論的に予測されていた。
これらの小惑星のうち最も安定だと思われているのは 2010 SO16 であり、少なくとも12万年の間、長ければ100万年の間地球に対する馬蹄形軌道に留まると推定されている。2015 SO2 も 2010 SO16 と同程度に安定な可能性があるが、こちらは定期的に馬蹄形軌道と別の軌道状態を行き来している。2015 XX169 は上記2つと比べると不安定だが、その他の馬蹄形軌道にある天体に比べると安定である。

### 土星の衛星

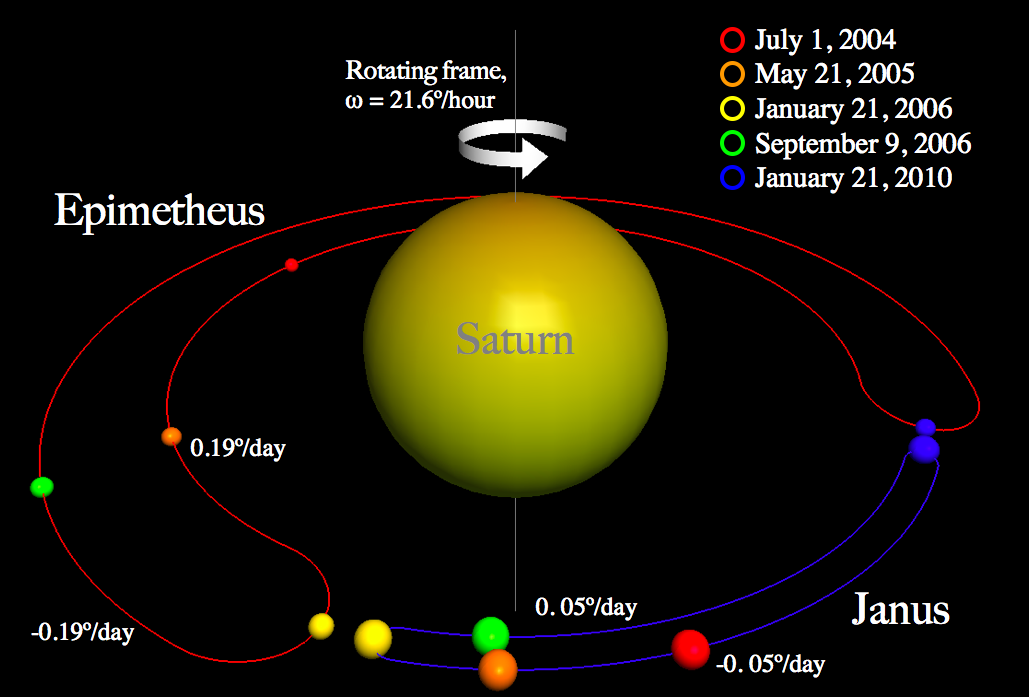
回転座標系に乗って描写したヤヌスとエピメテウスの馬蹄形軌道。

土星の衛星であるエピメテウスとヤヌスは、互いに対する馬蹄形軌道で公転している。この2つの天体の特徴は、両天体の質量が同程度であるという点である。
地球と地球近傍小惑星の場合は両者の質量差が圧倒的に大きいため、回転座標系では小惑星が地球に対する馬蹄形軌道を取るように見える。厳密には地球と小惑星の間で角運動量がやり取りされているため、馬蹄形の先端で両者が接近する際は地球の角運動量も変化しているが、質量差が大きいため地球の軌道の変化は無視できる。しかしヤヌスとエピメテウスのように質量差が小さい場合は、どちらの天体の軌道変化も無視できなくなる。そのため馬蹄形の先端で「遭遇」した際に、内側の軌道にいた後方の天体は加速され外側の軌道に移り、外側の軌道にいた前方の天体は減速され内側の軌道に移る。この過程は、片方がもう一方の天体に追いついた際にあたかも互いの軌道を交換しているように見える。ヤヌスとエピメテウスの場合、ヤヌスの方が質量が大きいため、回転座標系における馬蹄形軌道の大きさはヤヌスのほうが小さく、エピメテウスの方が大きい。仮に両者の質量が同じであれば、互いの馬蹄形軌道は同じ大きさで対称になる。
このように軌道を交換する関係にある天体の組は、ヤヌスとエピメテウスしか発見されていない。

## Tadpole orbit

Tadpole orbit の例。
太陽·
地球·

右の図は、ラグランジュ点の L4 と L5 周囲での短い軌道（図1の青い三角に近い線など）を示している。このような軌道は Tadpole orbit と呼ばれており、馬蹄形軌道と同様の仕組みで説明することができる。ただしこちらの場合は、太陽の反対側である L3 を超えて振動することは無い。小惑星が地球に接近したり遠ざかったりすると地球の重力場によって引かれる力が変化し、それによって加速や減速を受け、秤動として知られる軌道の変化を起こす。
Tadpole orbit にある天体の例として、土星の衛星ポリデウケスがある。ポリデウケスは小さい衛星であり、より大きな衛星ディオネの後方のラグランジュ点 L5 の周囲を秤動している。地球の場合、先行するラグランジュ点 L4 にある 300 メートルサイズのトロヤ群小惑星 2010 TK7 が、L4 の周りの tadpole orbit にある。
トロヤ群小惑星のように、ある大きな天体のラグランジュ点 L4 と L5 周囲にある天体も、馬蹄形軌道を取る天体と同じく大きな天体との 1:1 の平均運動共鳴を起こしている状態に相当する。